# Mangbetu (peuple)
Pour les articles homonymes, voir Mangbetu.
Les Mangbetus sont une population d'Afrique centrale vivant au nord-est de la République démocratique du Congo.

## Ethnonymie
Selon les sources et le contexte, on observe de multiples formes : Amangbetu, Guruguru, Kingbetu, Mambetto, Manbetu, Mangbétou, Mangbettu,  
Mangbetus, Mombettu, Mombouttou, Mombuttu, Monbattu, Monbuttoo, Monbuttu, Namangbetu, Nemangbetu, Ngbetu.
L'ethnonyme peut parfois désigner un large ensemble de clans – les Makere – réunissant plus d'un million d'individus. Au sens strict, le clan Mangbetu compte quelques dizaines de milliers de personnes seulement, 40 000 selon une estimation de Jean-Baptiste Bacquart en 1998.

## Ethnographie
Les Mangbetu, et tout particulièrement les têtes allongées des femmes, obtenues en déformant le crâne des enfants dès le plus jeune âge, ont très tôt fasciné explorateurs et écrivains, comme Georg August Schweinfurth (1836-1925), mais également artistes et photographes, tels que l'Autrichien Richard Buchta (1845-1894), le Russe Alexandre Iacovleff (1887-1938), les Allemands Herbert Lang (1879-1957) et Ernst Heims (1886-1922), le Français Émile Bayard (1837-1891), le Polonais Casimir Zagourski (1883-1944) ou l'Américain Paul Travis (en) (1891-1975).
Une des caractéristiques de ce peuple décrite par Schweinfurth est un nombre important d'individus blonds - environ 1/20e de la population. Pour ceux-là, les cheveux sont crépus mais blonds pâles cendrés, la peau est très claire, ils ont une mauvaise vision et des signes marqués d'albinisme,.

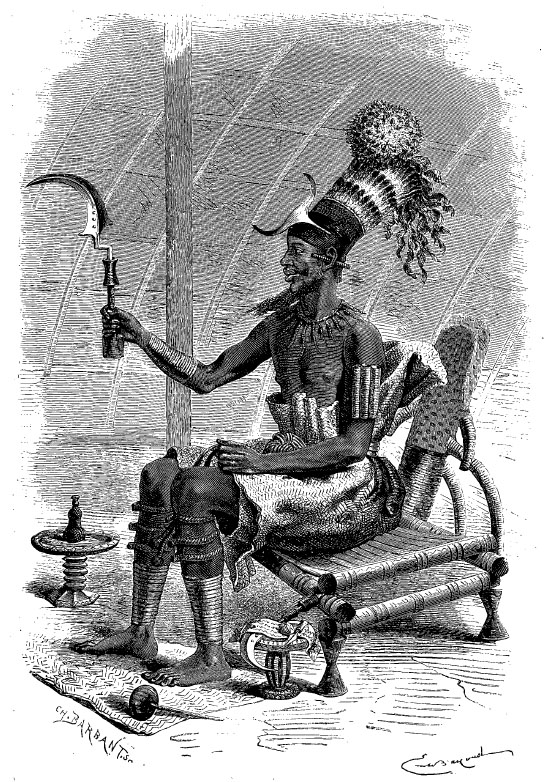
Mounza, roi des Mombouttous (grav. Émile Bayard).
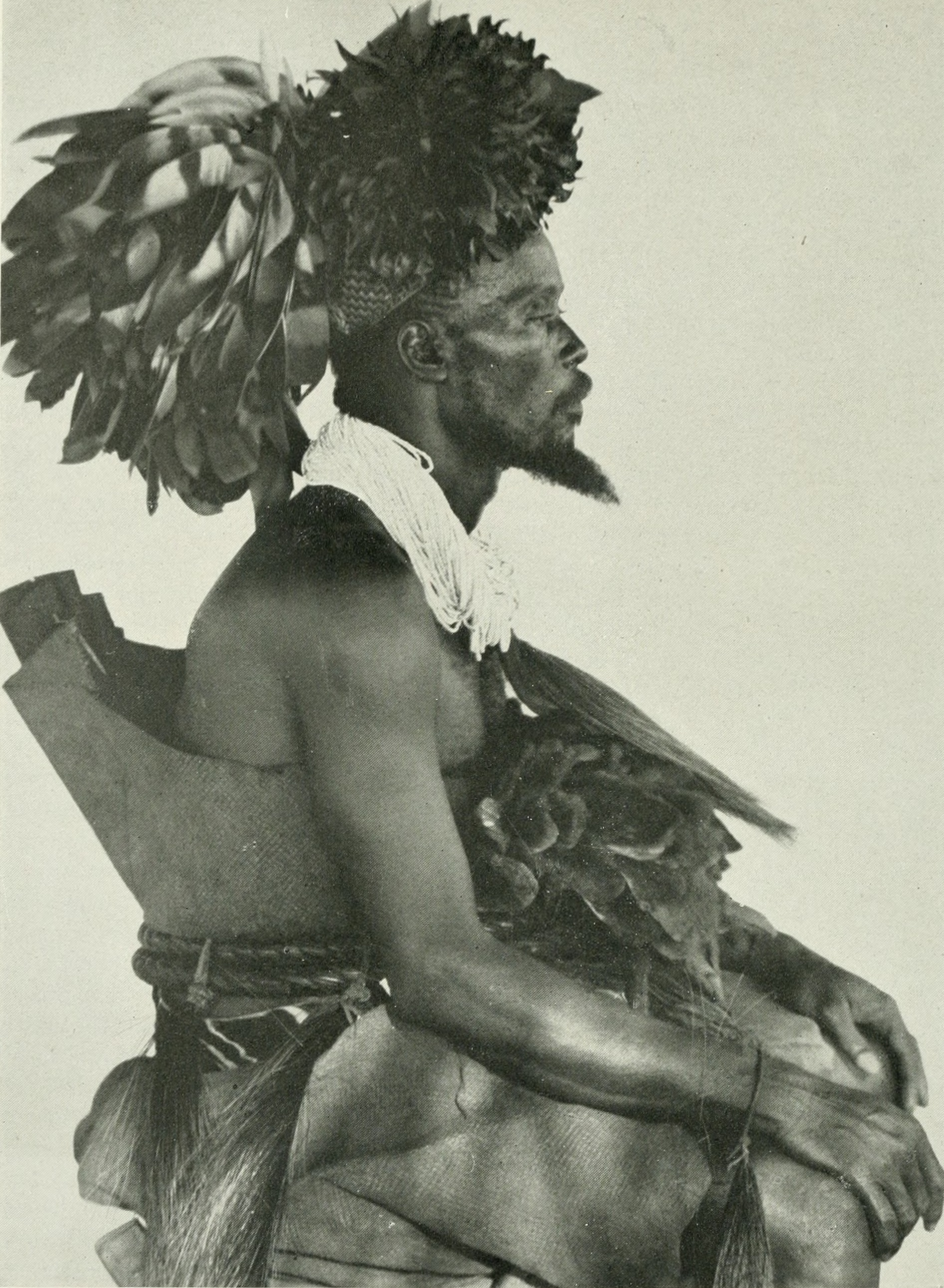
Le chef Okondo (phot. Herbert Lang).
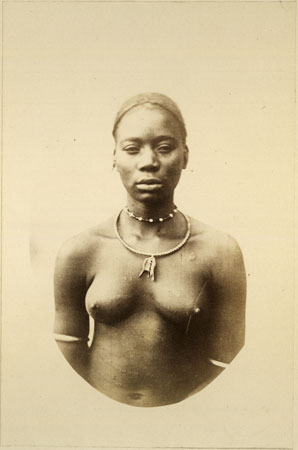
Femme (phot. Richard Buchta).
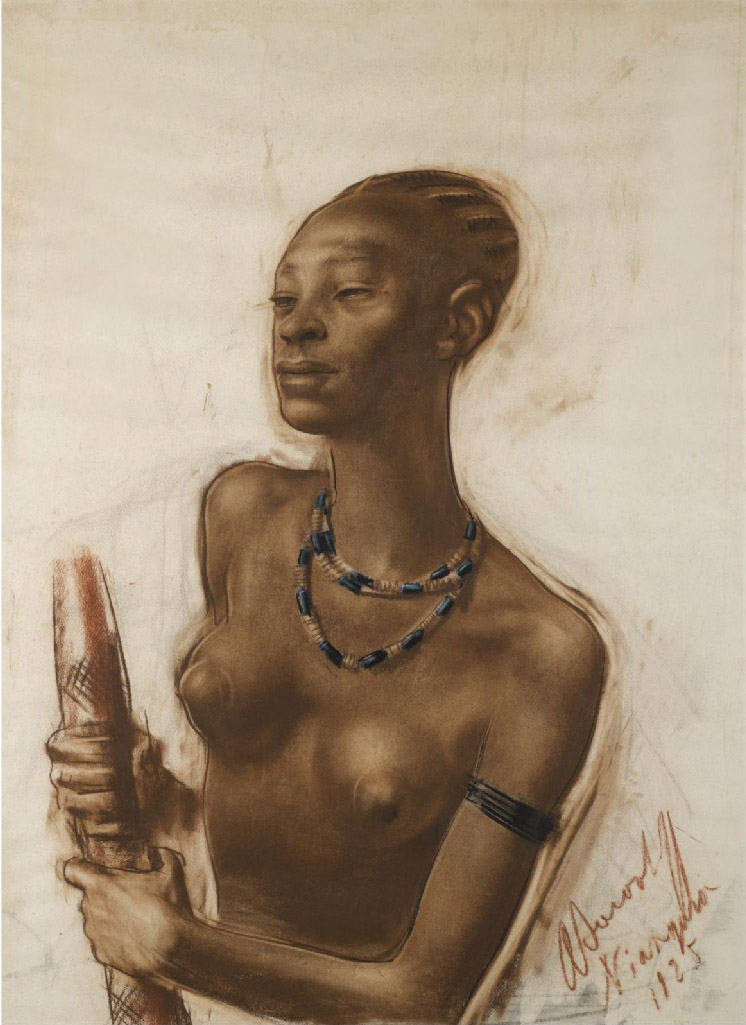
Femme (dessin Alexandre Iacovleff).
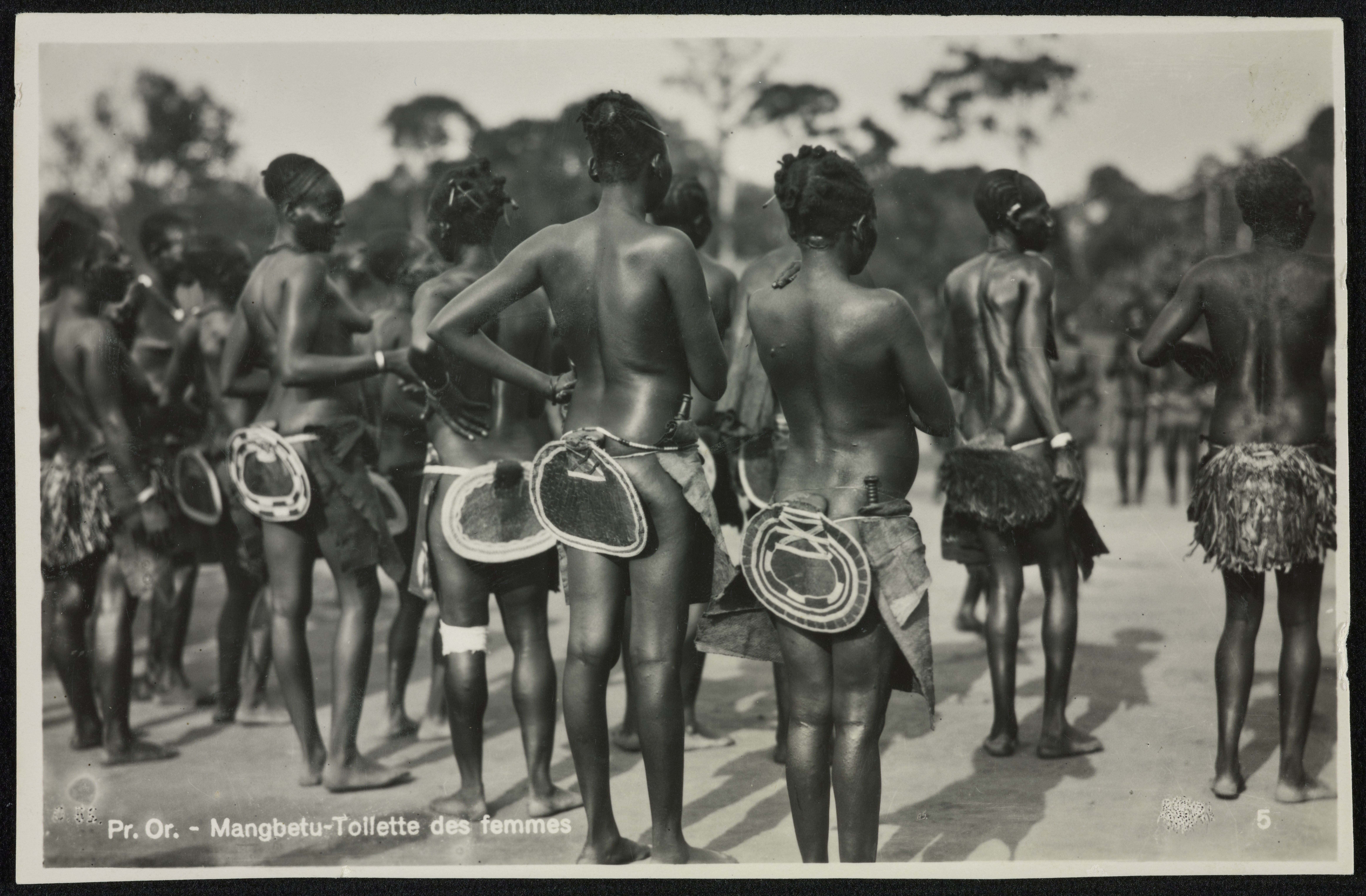
Toilette des femmes (phot. Casimir Zagourski).
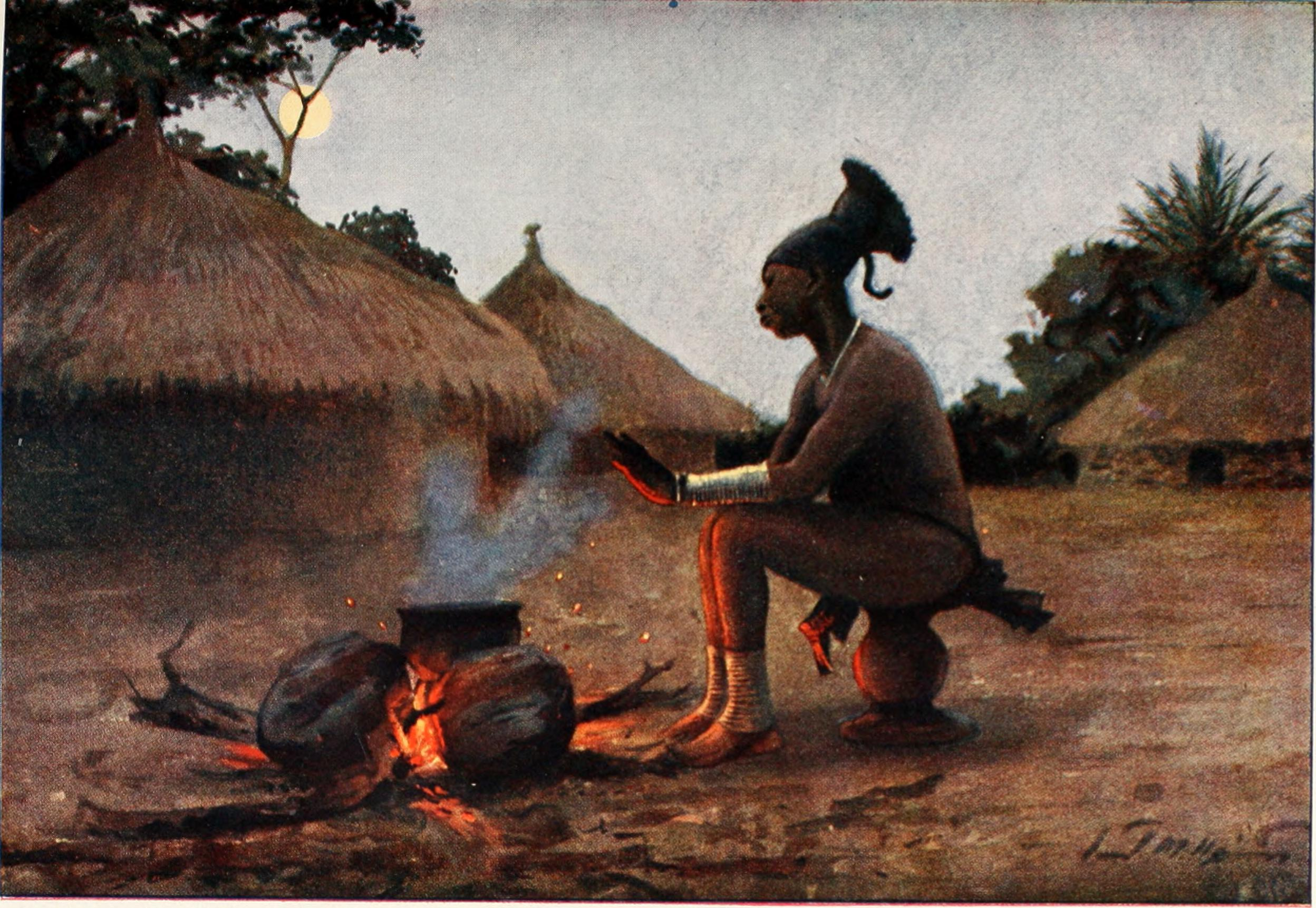
Femme auprès du feu (aquarelle d'Ernst Heims).

En parallèle, l'intérêt porté par les autorités coloniales aux réalisations artistiques des Mangbetu a entraîné une production plus grande de certains objets, par exemple les harpes coudées.

## Langues
Ils parlent des langues nilo-sahariennes, le mangbetu (ou kingbetu) et ses différents dialectes (makere, malele, meje, popoi et mangbetu proprement dit), dont le nombre total de locuteurs a été estimé à 660 000 en 1996[Quoi ?].

## Histoire et société
Les Mangbetu s'installent au XVIIIe siècle sur la rivière Bomokandi au nord-est de l'actuelle République démocratique du Congo, dans une région couverte de forêt dense. Leur royaume est alors florissant.
À cette époque, leur structure sociale est assez semblable à celle des autres populations forestières : les hommes chassent et pêchent, les femmes cultivent le manioc. Le pouvoir suprême est détenu par un roi, dont les fils gouvernent les différentes provinces, subdivisées en districts et villages.
Leur territoire n'est plus aussi vaste et ne dépasse pas 140 kilomètres de l'est à l'ouest et 100 kilomètres du sud au nord.
Ils cultivent des végétaux variés, élèvent poules, petits chiens et cochons et complémentent l'apport nutritionnel en viande avec la chasse, des razzias de bestiaux chez leurs voisins, et l'anthropophagie.

## Anthropophagie
Ils appréciaient la chair humaine (plus que leurs voisins du nord-ouest les Niams-Niams, que les Mombouttous appellent les Babounghéras) et à l'époque du voyage de Schweinfurth montent couramment des opérations guerrières pour s'en procurer, principalement dans le sud qui est habité par des tribus que les Mombouttous méprisent pour leurs hiérarchies sociales moins élaborées. Les corps sont boucanés sur place, les prisonniers sont réservés pour plus tard. La graisse humaine est fréquemment utilisée en cuisine, des parties de corps sont parfois fumées. Le roi Mounza avait la réputation - fausse ou vraie - de faire tuer un enfant par jour pour sa consommation.

## Art
L'art mangbetu, tel qu'il est visible dans les musées et les galeries d'art en Occident, est principalement un art de cour, montré lors de cérémonies célébrant le roi et sa famille, et non lors de rites secrets : c'est pourquoi les masques sont pratiquement absents et les statues peu nombreuses.
Cet art se manifeste sous de multiples facettes : architecture, mobilier, armes, outils, instruments de musique, parures et décorations corporelles.

### Arts corporels
Pour des articles plus généraux, voir Déformation volontaire du crâne et Modification corporelle.

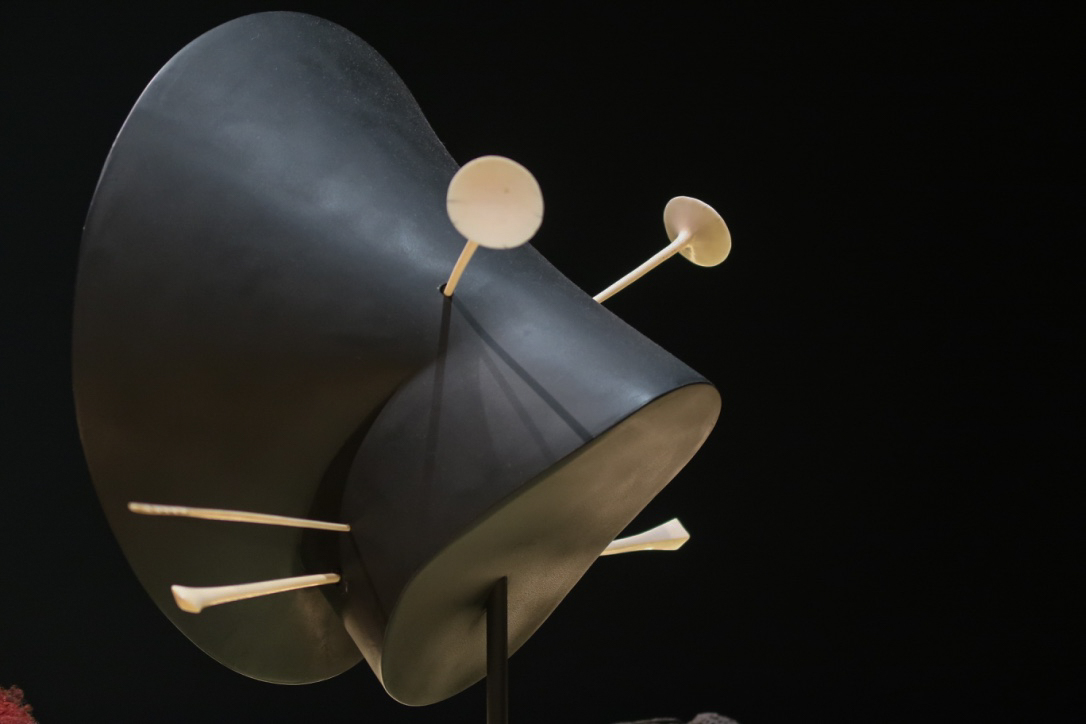
Épingles à chapeaux et à cheveux en usage chez les Mangbetu et les Zandé (maquette).

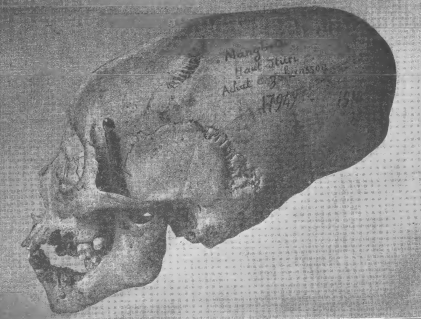
Crâne déformé de Mombouttou

Dès la naissance et jusqu'à l'âge de quatre ans environ, la tête des enfants était comprimée à l'aide de cordelettes de raphia. Par la suite les femmes épaississaient leur chevelure à l'aide d'une sorte d'armature rigide, prolongeant ainsi l'effet d'élongation du crâne, déjà souligné par l'étirement des paupières et le relèvement des sourcils. La coiffure est maintenue par une grande variété d'épingles, en bois, en ivoire, en fer, en cuivre.

Cette coutume a été conservée jusqu'à une époque assez récente.
Outre ces coiffures raffinées, les femmes portent également des peintures et scarifications corporelles.
Traditionnellement, elles utilisaient également un accessoire vestimentaire attaché à la ceinture, le nebkwe (ou negbe, negba), une « sorte de petit bouclier ovale en vannerie qui sert à couvrir partiellement le bas des reins», alliant décence, esthétique et commodité, notamment lorsqu'il s'agit de s'asseoir sur un tabouret. Ces cache-fesses sont fabriqués à partir de feuilles de bananier ou de sycomore pliées et liées entre elles, décorées de compositions graphiques élaborées.

Nebkwe
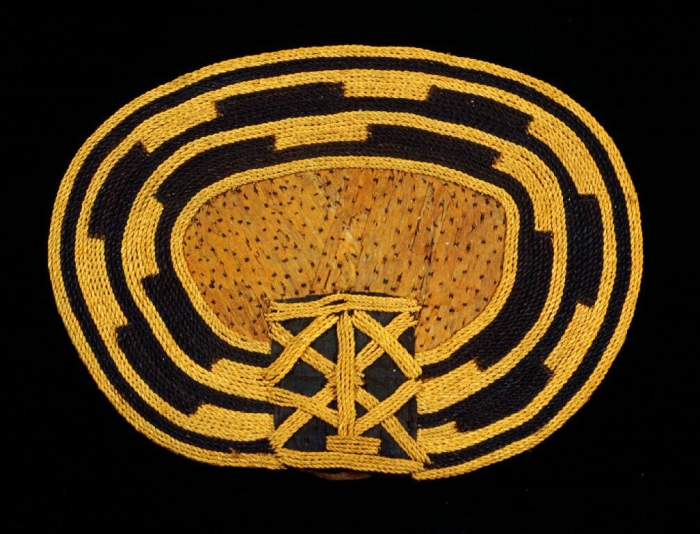
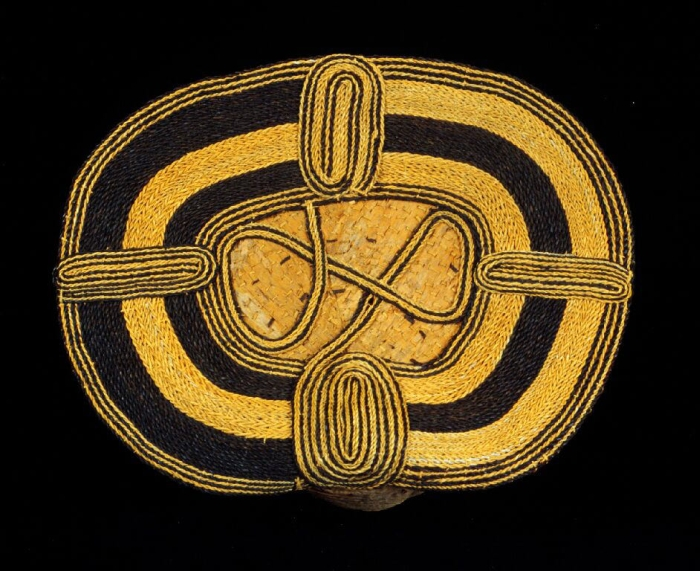
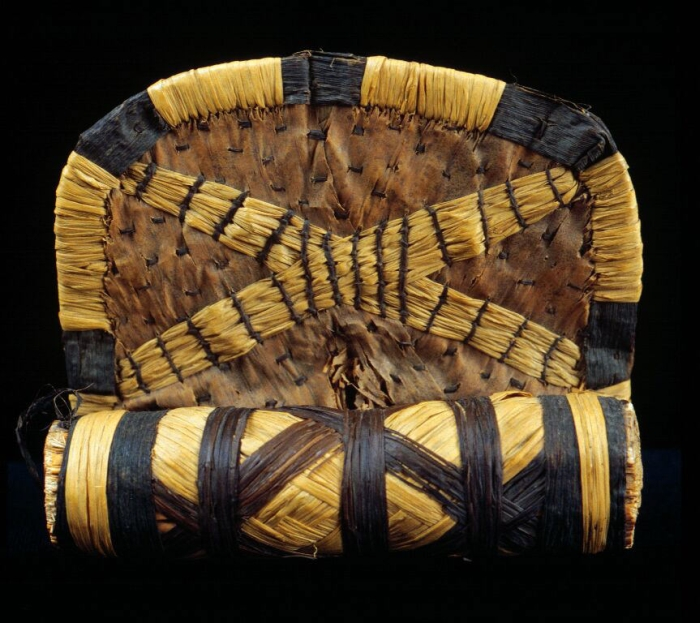
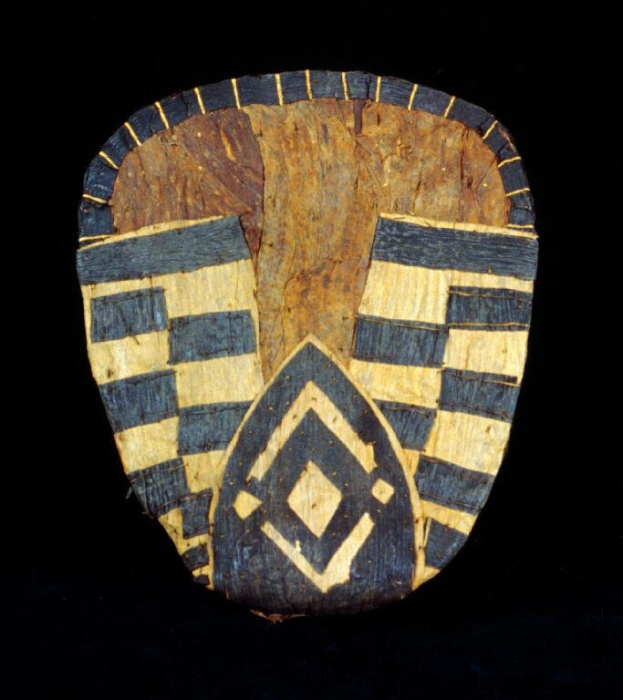

### Instruments de musique

#### Cors
Les cors – connus localement sous les noms de nambrose (namburuse) ou nekpanzi – étaient des attributs essentiels de la cour des Mangbetu, fabriqués sur l'ordre exclusif du chef, dont ils symbolisaient la puissance et l'autorité. En ivoire, ils étaient taillés par un forgeron à partir d'une défense d'éléphant, d'abord à la hache, puis à l'herminette, un couteau à long manche et à lame étroite permettant d'affiner les détails. Avec un bord inférieur très fin, l'instrument était doté d'une embouchure latérale en relief et d'une tête décorative sculptée. Plus de deux mois de travail étaient nécessaires pour la réalisation d'un tel cor.

L'explorateur allemand Georg Schweinfurth, qui se rendit chez le roi Mbunza en 1870, témoigne de l'effort physique et de la précision nécessaires pour maîtriser la polyphonie des grands cors de cour : 

« C'étaient, dans leur genre, des artistes fort habiles, tellement maîtres de leur instrument, sachant donner à leurs sons une telle étendue, une telle flexibilité, qu'après les avoir fait retentir, à l'égal des rugissements d'un lion ou des cris d'un éléphant en fureur, ils les modulaient jusqu'à les rendre comparables aux soupirs de la brise ou au doux chuchotement d'une voix amoureuse. L'un de ces virtuoses, dont la corne d'ivoire était si lourde qu'il pouvait à peine la maintenir dans une position horizontale, exécuta sur cette énorme trompe des trémolos et des trilles avec autant de précision et de délicatesse que s'il eût joué de la flûte. »

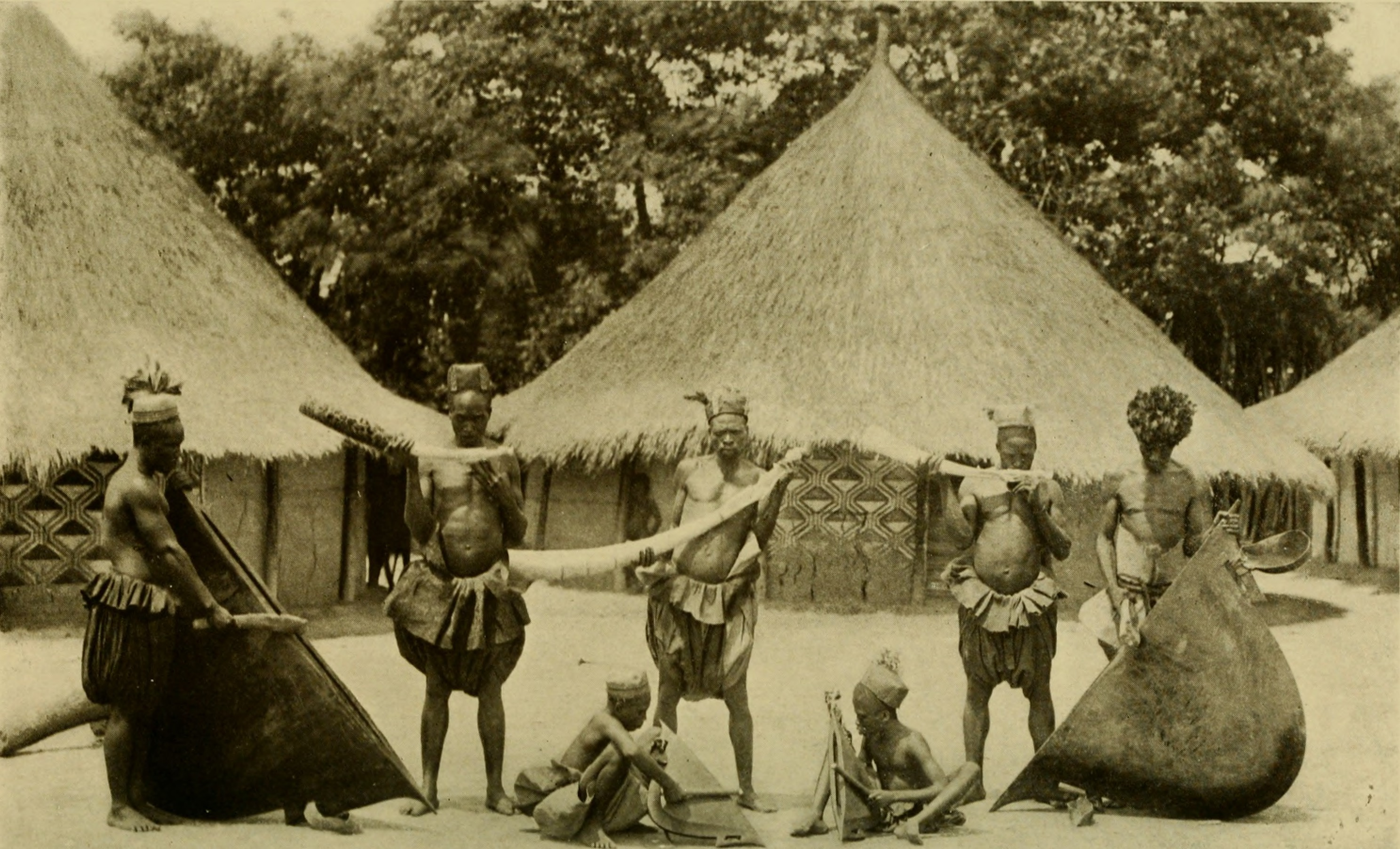
Musiciens (phot. Herbert Lang).
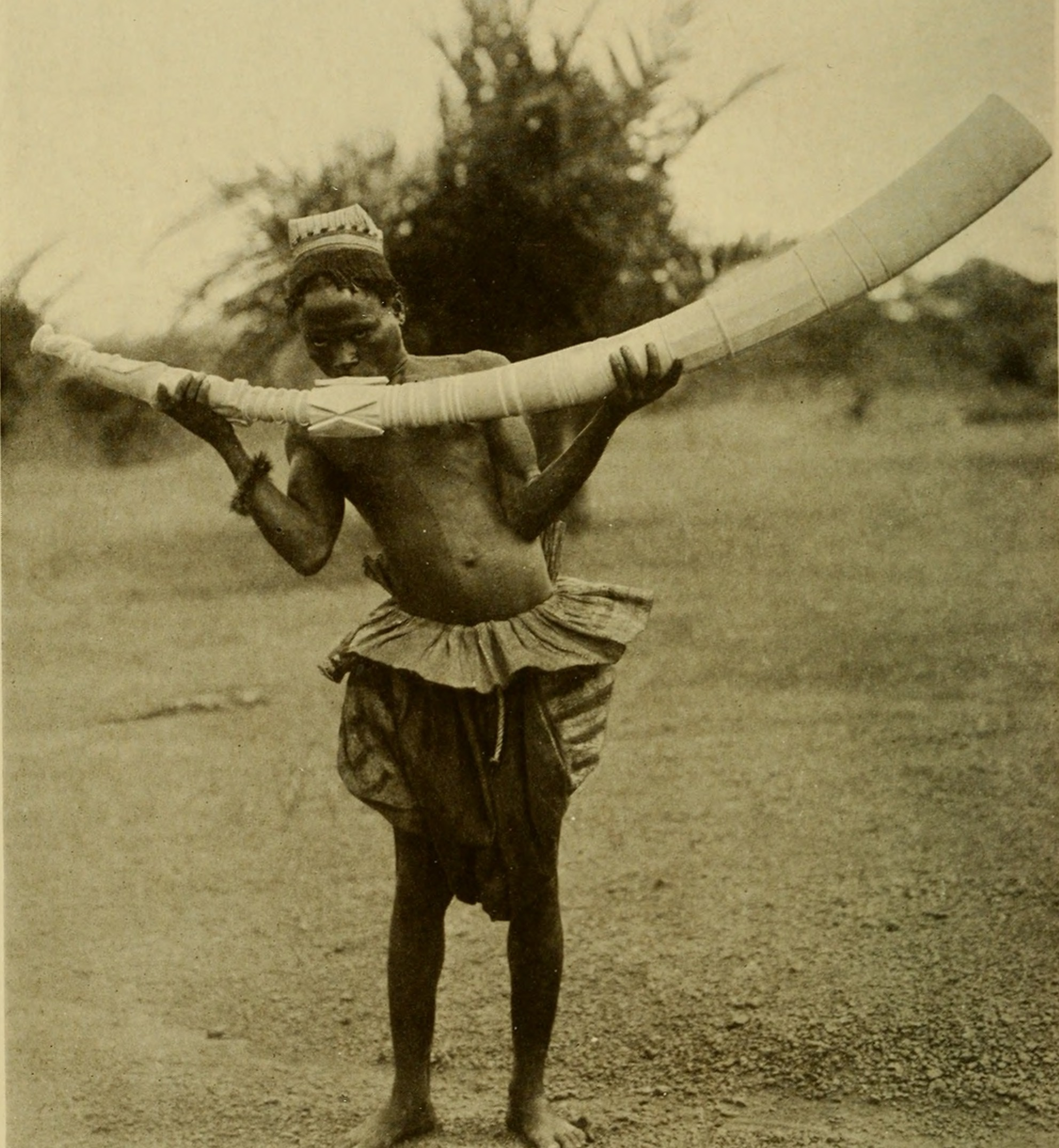
Joueur de cor (phot. H. Lang).
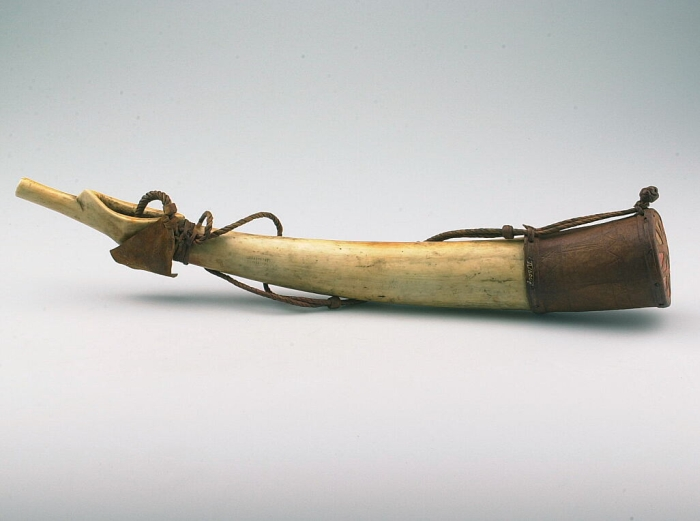
Petit cor en ivoire et cuir[25].

#### Harpes
Proches des Zandé, avec lesquels ils ont été en guerre depuis le XVIIIe siècle, les Mangbetu ont adopté leurs harpes coudées à cinq cordes : selon Éric de Dampierre, aucune harpe mangbetu n'est répertoriée avant 1891. L'extrémité du manche du nedumu mangbetu serait plus souvent sculpté en forme de tête humaine (anthropomorphe). Les chevilles sont placées à droite (du point de vue du musicien) et non à gauche. La caisse de résonance est recouverte d'une peau tannée d'animal (antilope, serpent, pangolin) et comporte deux trous.

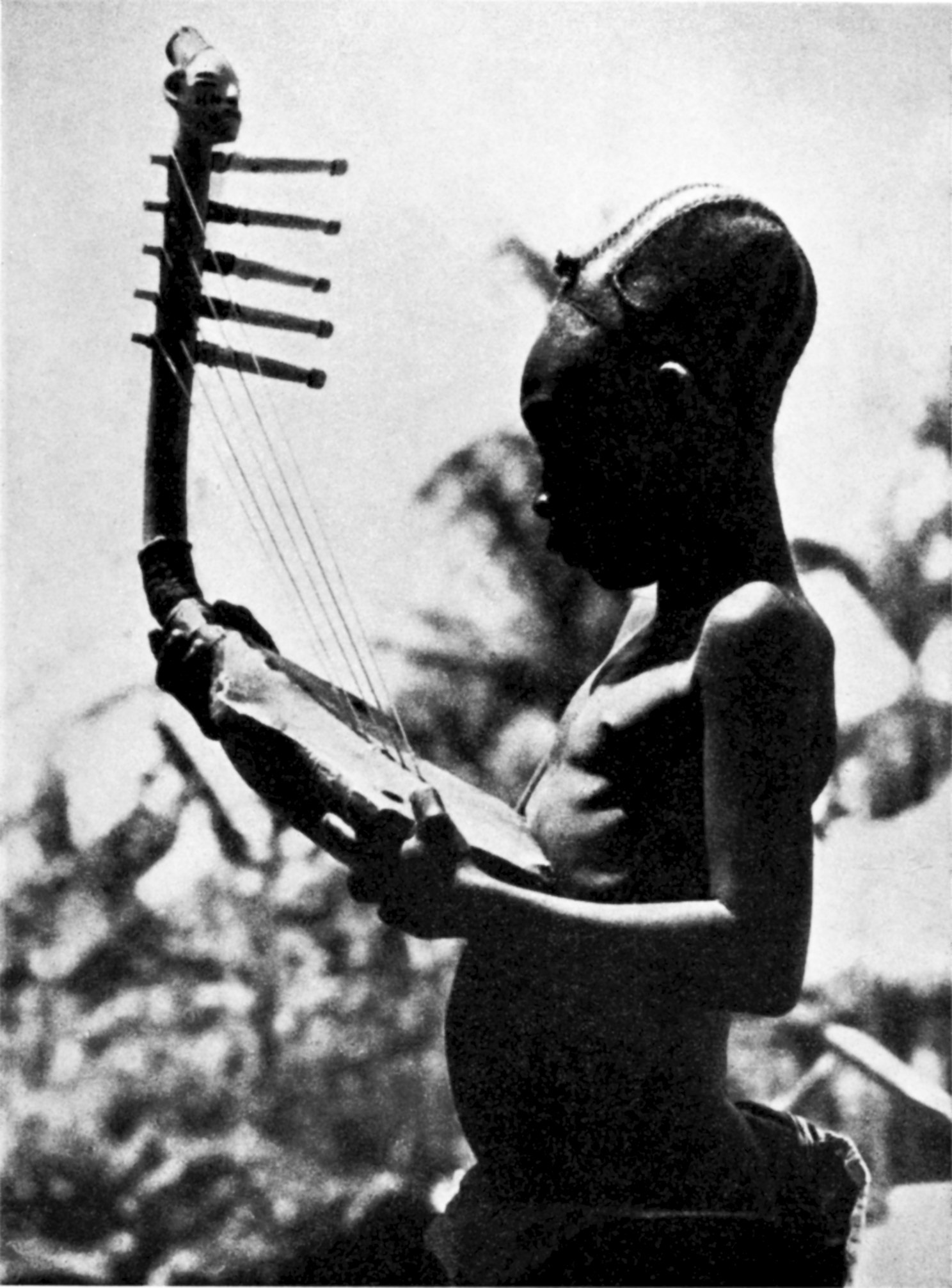
Enfant jouant de la harpe (phot. Casimir Zagourski).
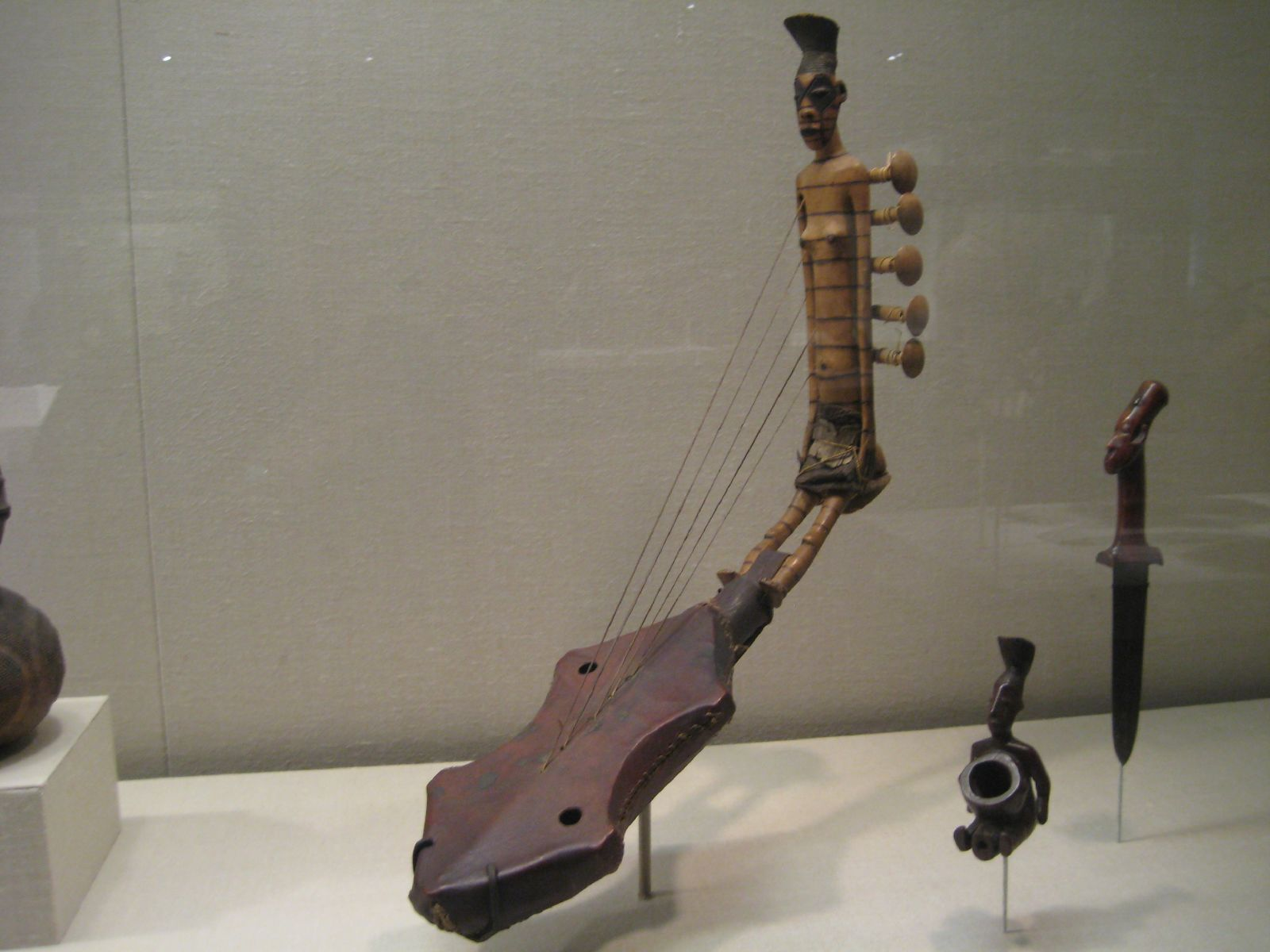
Harpe cintrée à 5 cordes ornée d'une figure anthropomorphe[27].
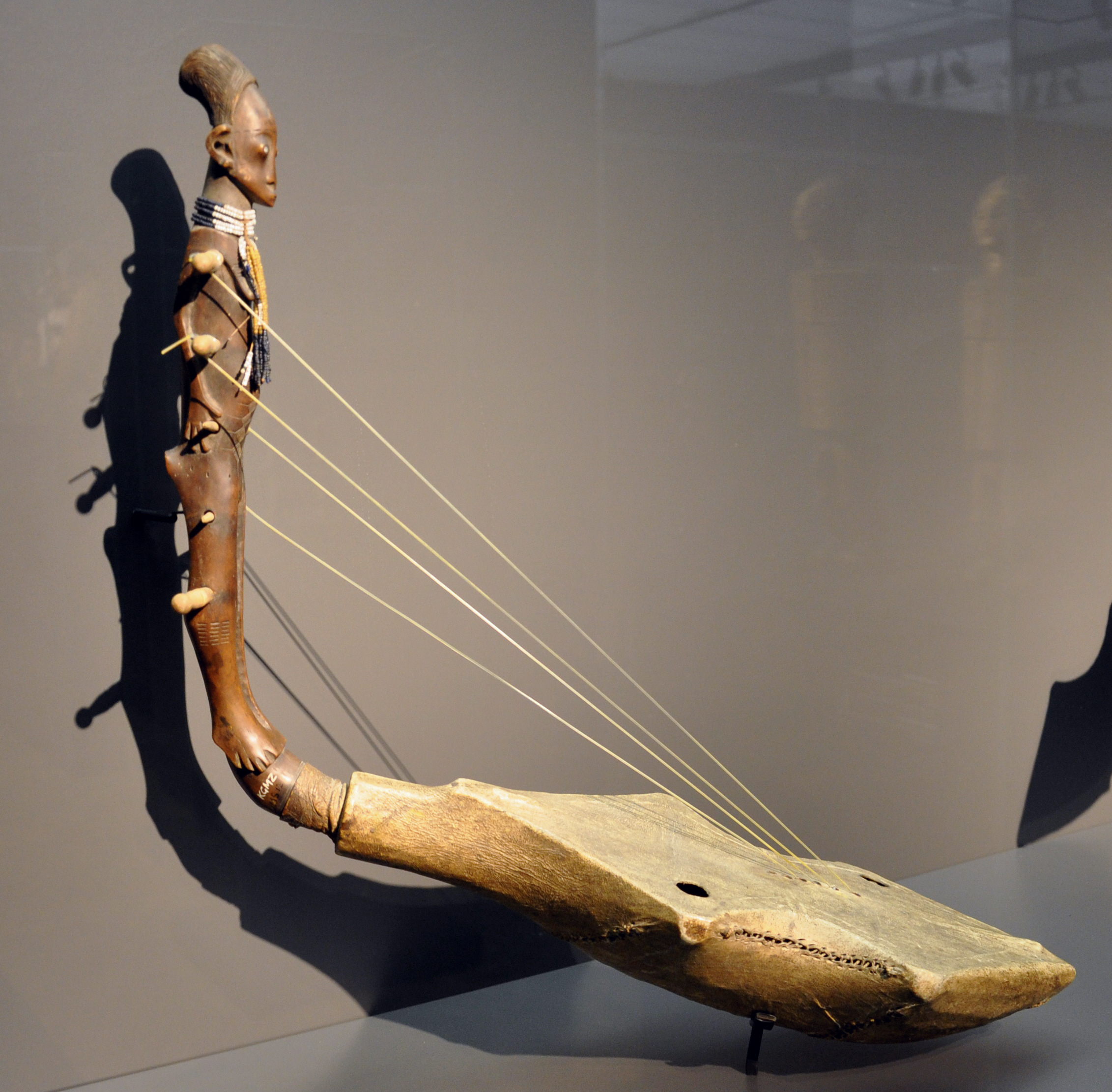
Harpe à tête sculptée[28].
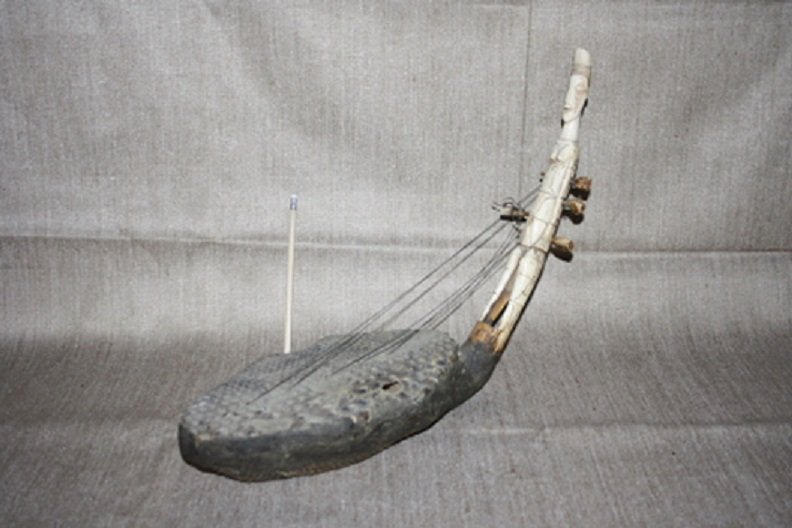
Harpe Mangbetu à figure anthropomorphe
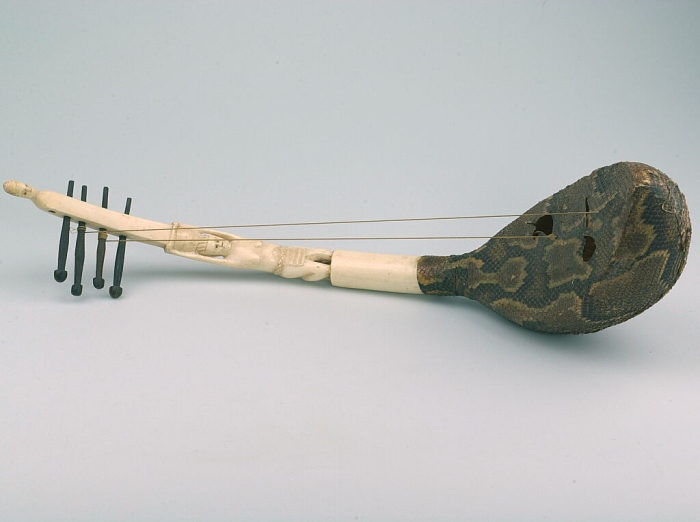
Domu : ivoire et peau de serpent[25].
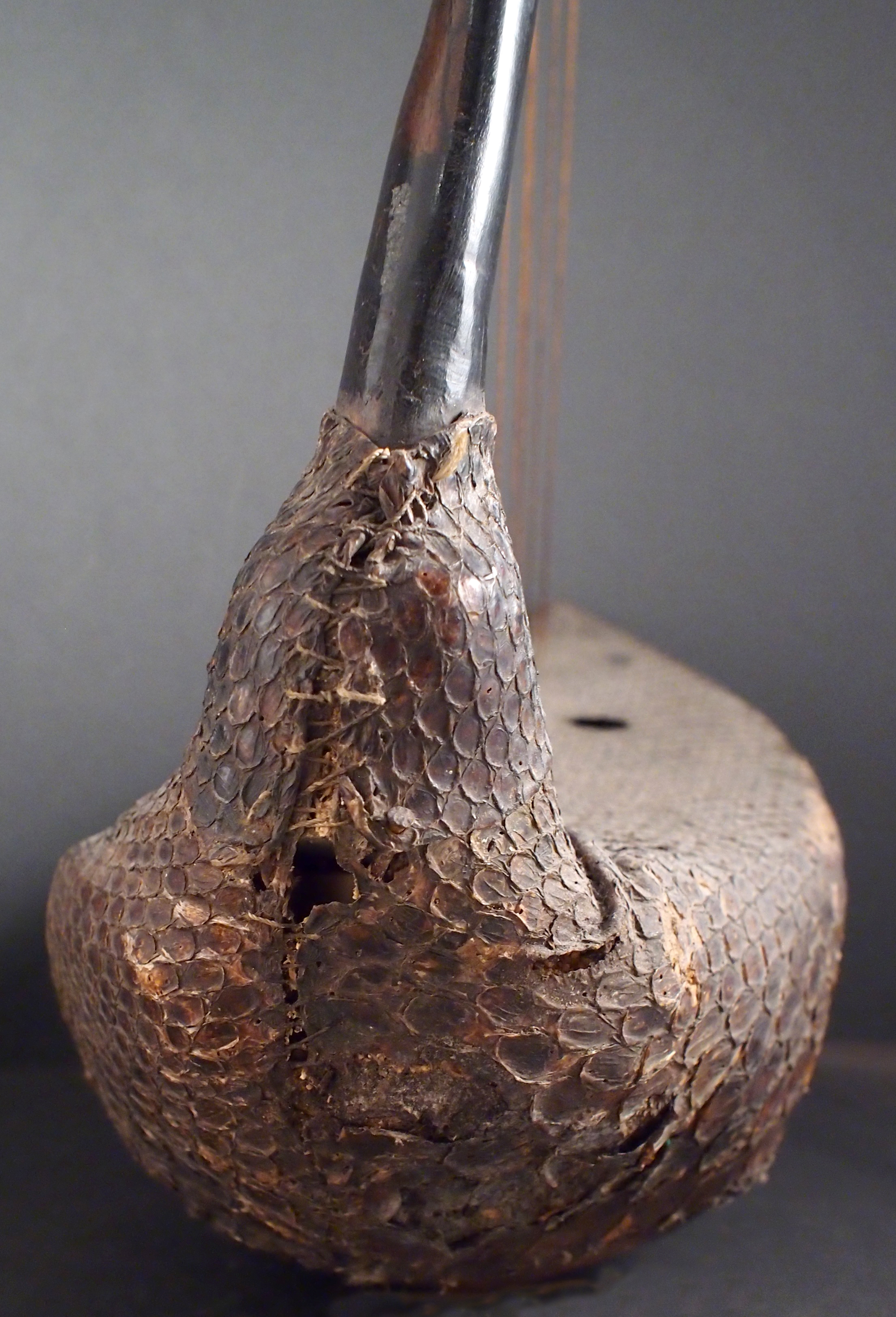
Harpe recouverte de peau de serpent.

#### Tambours
Le tambour à fente joue un rôle central dans la société mangbetu. Depuis le choix de l'arbre dans la forêt jusqu'à la livraison de l'instrument terminé, la facture d'un tambour destiné au chef fait l'objet d'une attention particulière. Associant technique rigoureuse et aspects spirituels, le tambour doit passer du « végétal » à l'« animal » pour pouvoir véritablement « parler ». 

Les tambours sont parfois décorés de clous en cuivre.

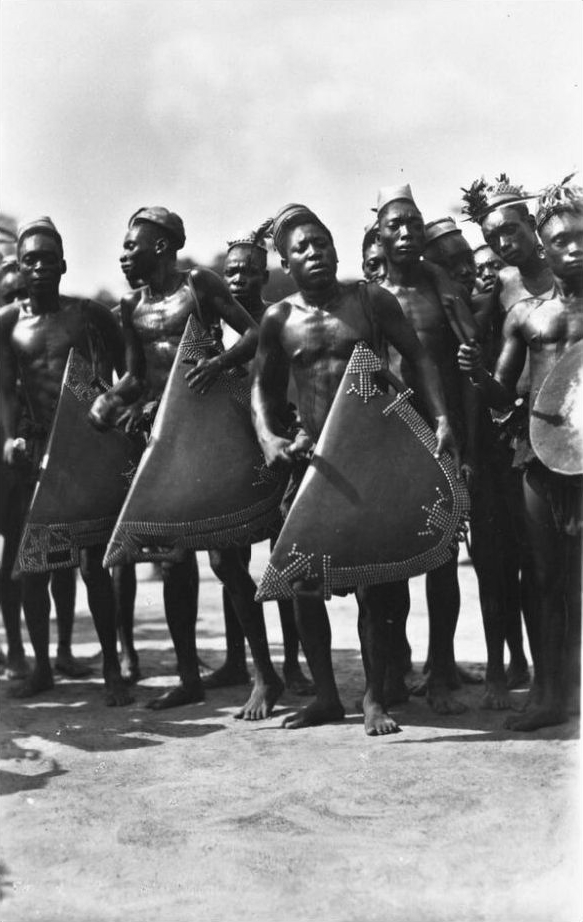
Joueurs de tambour[25].
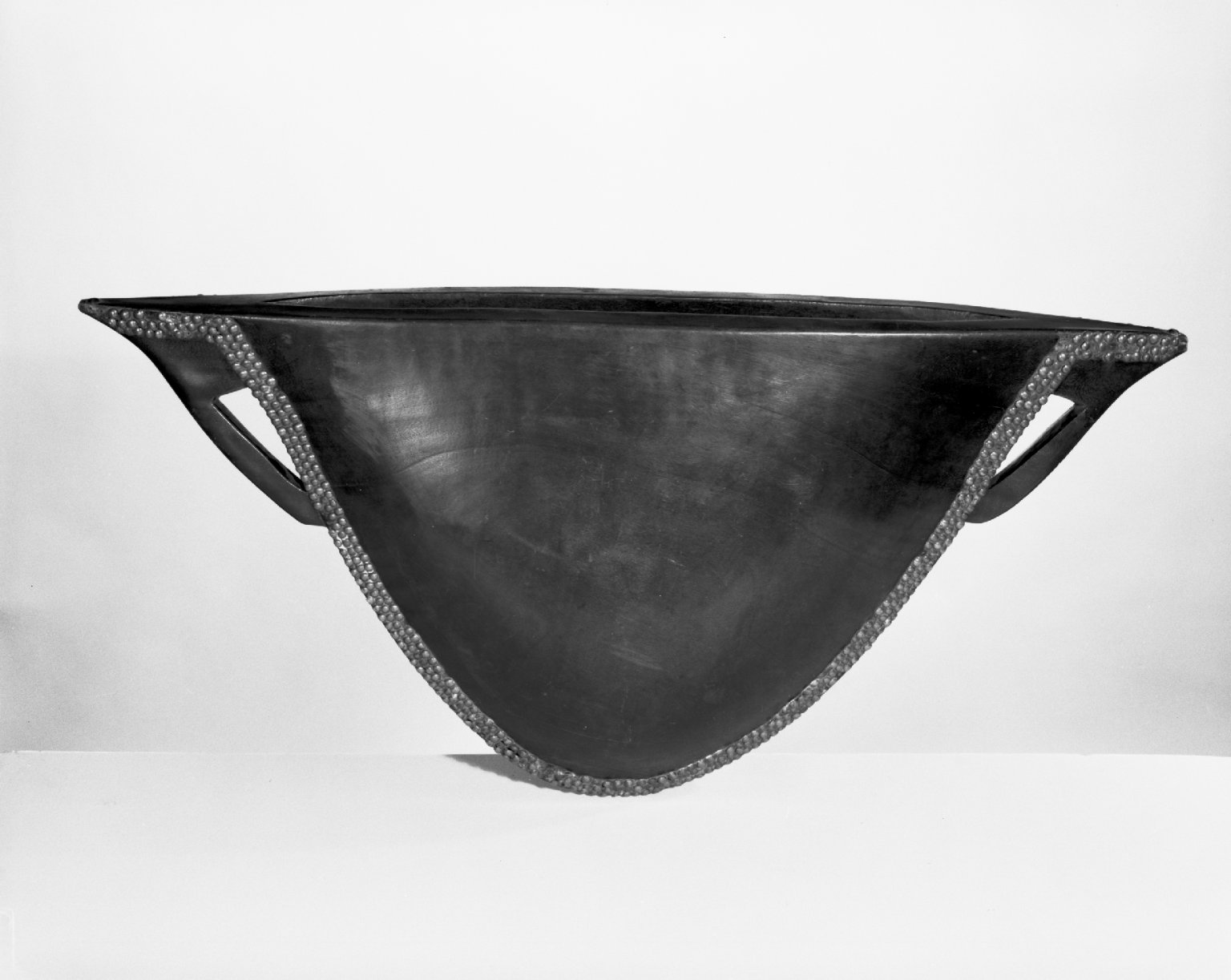
Tambour à fente à clous de cuivre[30].
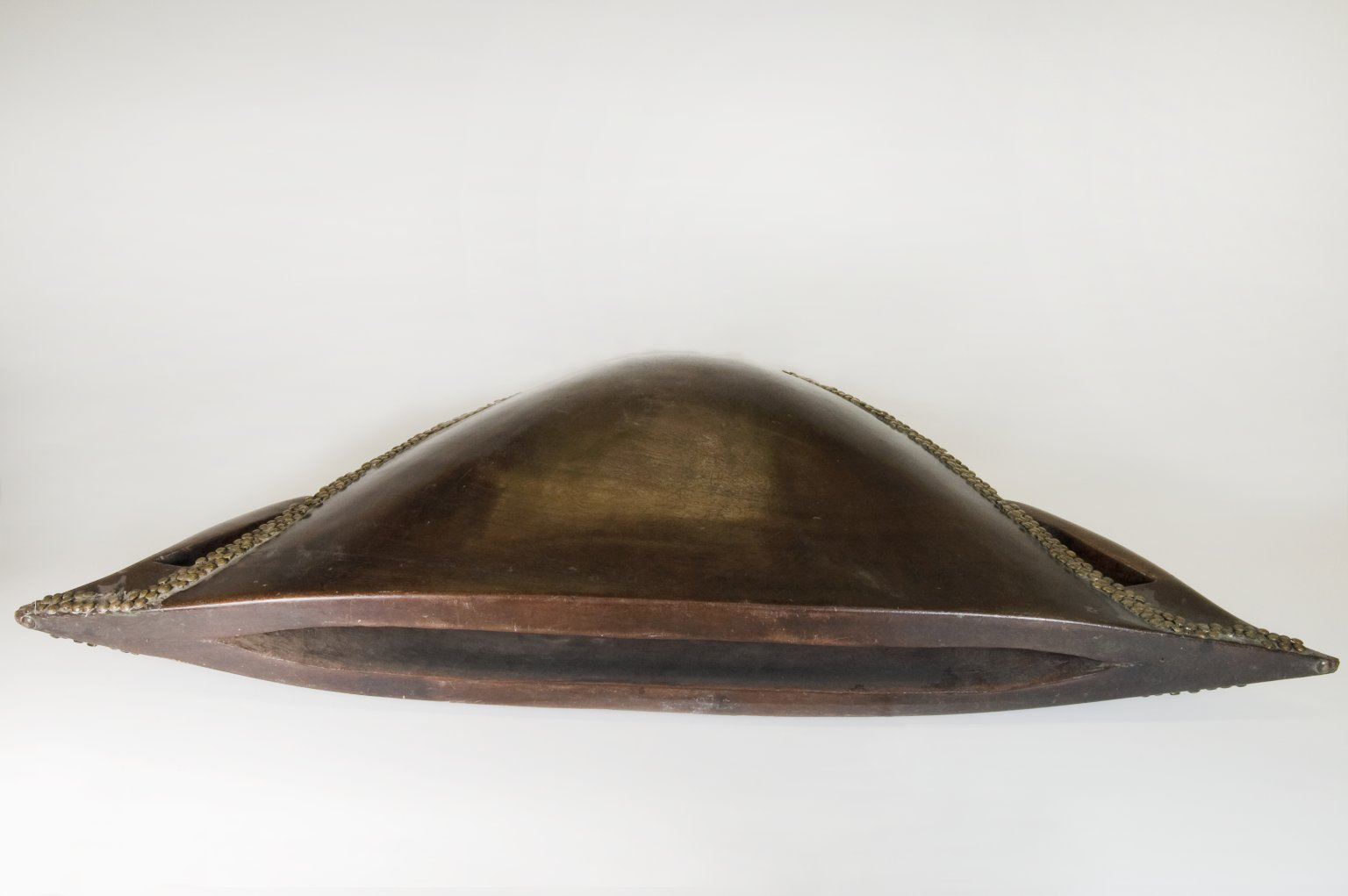
Détail d'un cowcow[30].

### Objets quotidiens
Outre les instruments de musique, un grand nombre d'objets usuels sont ornés de représentations figurées : pipes, couteaux à lame courbe, boîtes à miel. Certaines céramiques grises sont ornées de têtes.

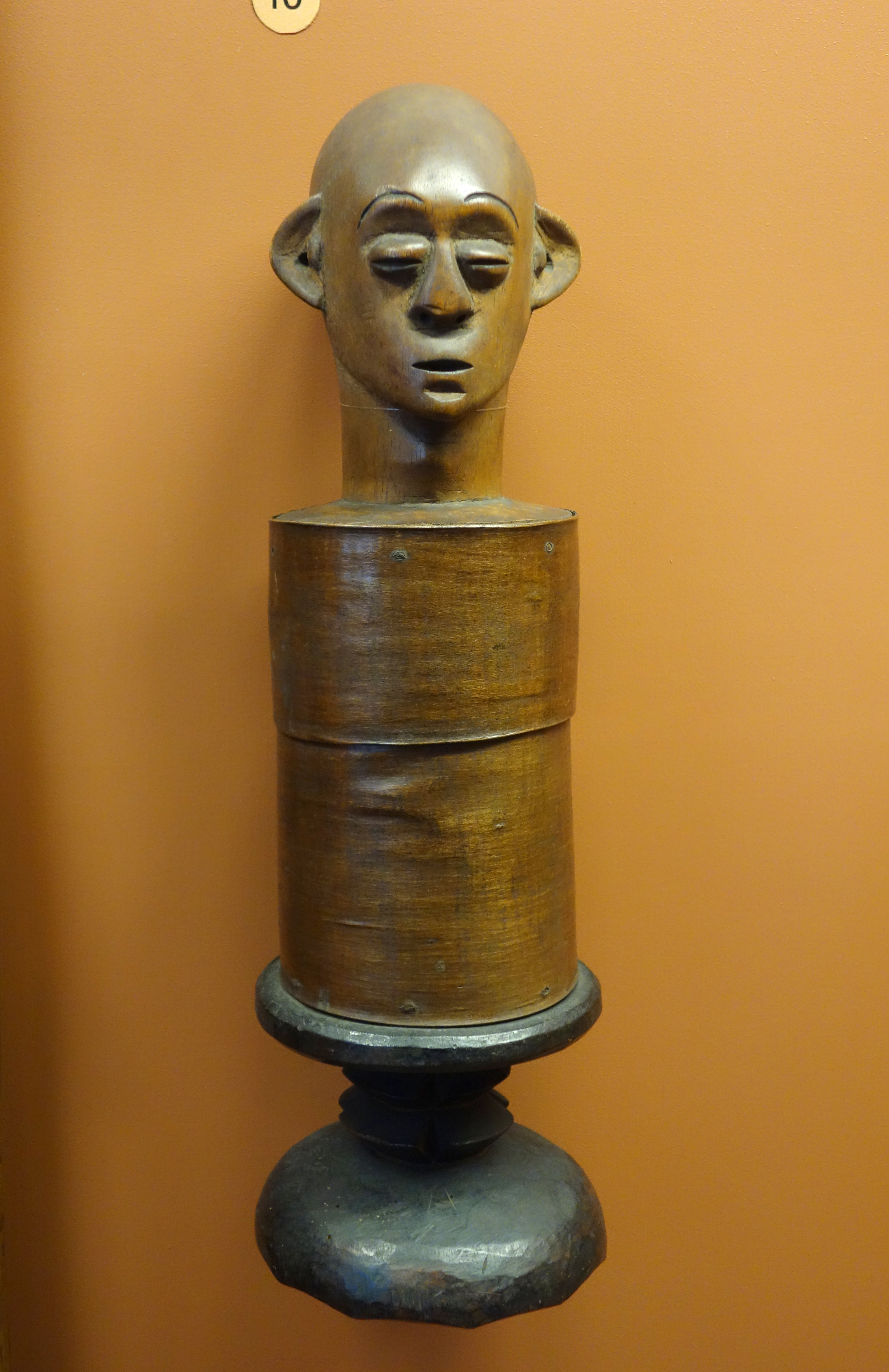
Boîte en écorce[31].
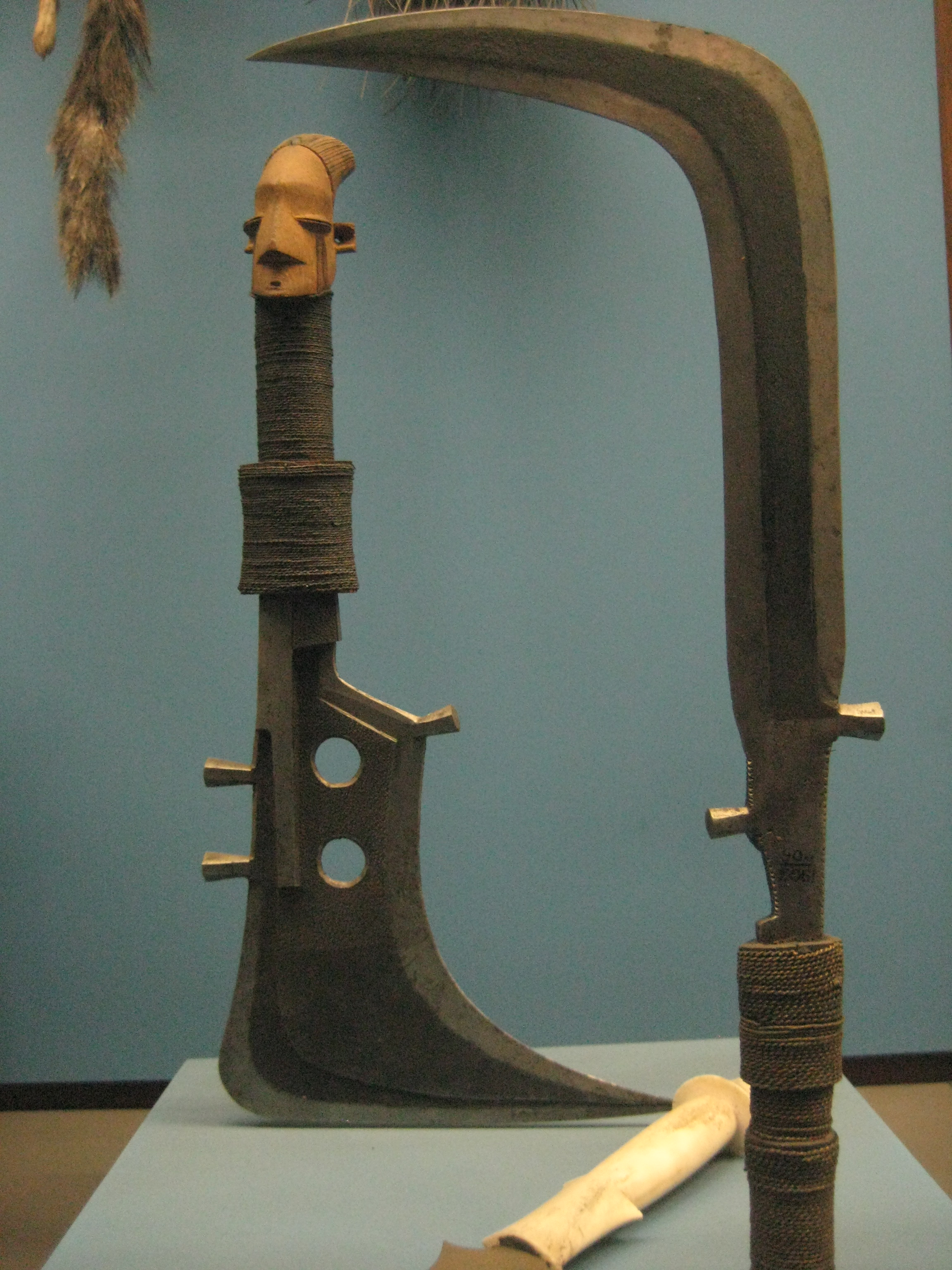
Couteau à manche sculpté[32].
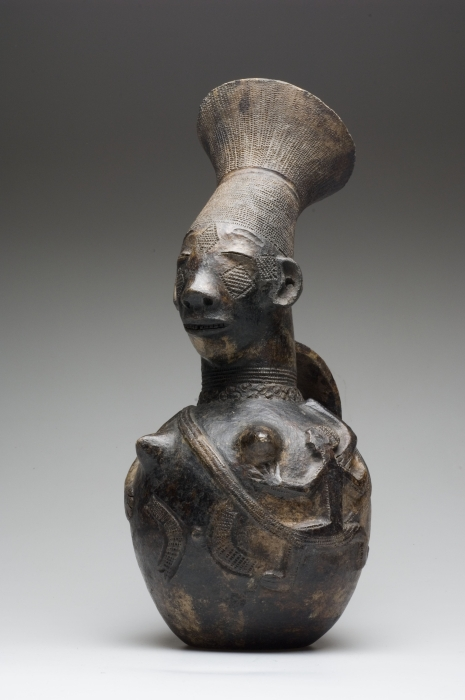
Cruche[25].
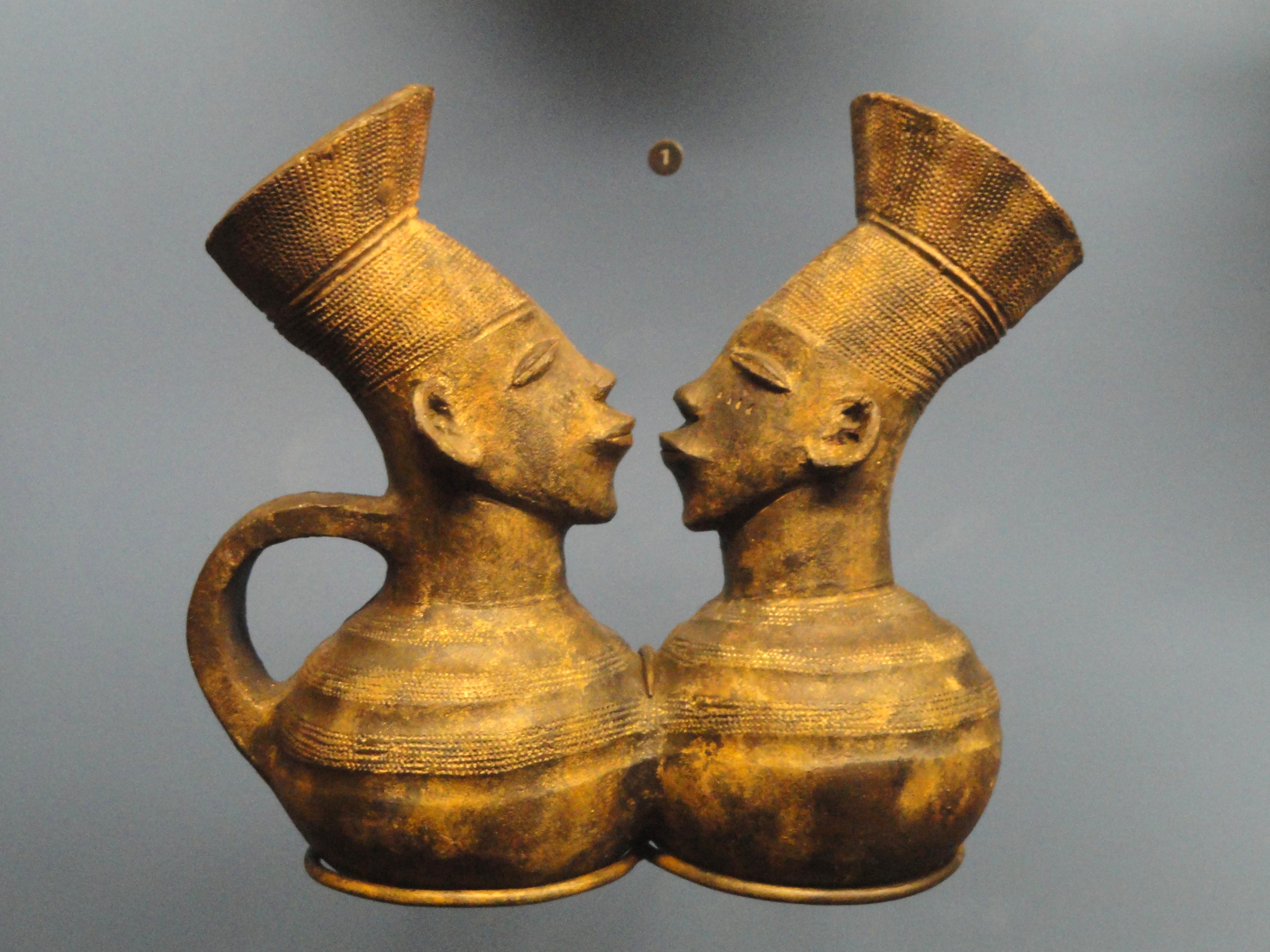
Récipient double[32].
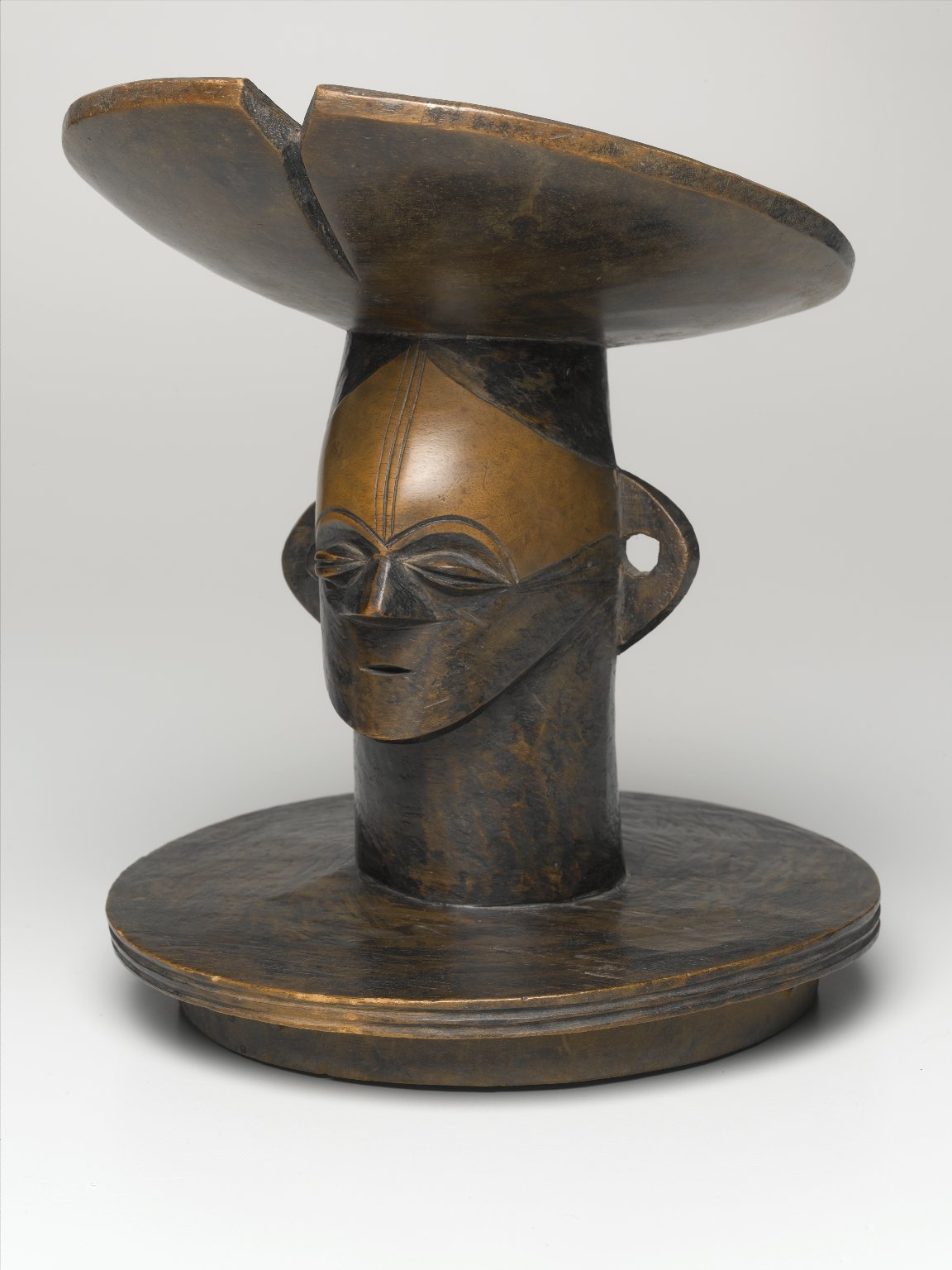
Couvercle en bois sculpté[30].

### Discographie
- (en) On the Edge of the Ituri Forest, Northeastern Belgian Congo : Budu, Mbuti, Mangbele, Nande, Bira, Sharp Wood Productions, 1998 (enregistrement 1952)
- (en) Forest Music, Northern Belgian Congo, Sharp Wood Productions, 2001 (enregistrement 1952)
- Mangbetu : Zaïre, Haut-Uele, Fonti Musicali, 1992 (enregistrement 1984-1988)
- Anthologie de la musique congolaise – RDC, vol. 3 : Musiques du pays des Mangbetu (enregistrements entre 1984 et 1990), Musée royal de l'Afrique centrale/Fonti musicali (CD + livret)

### Filmographie
- Guido Piacenza, « Viaggo in Congo » [« Voyage au Congo »], film documentaire italien muet (une séquence consacrée aux Mangbetu), 1912 (consulté en avril 2021).
- 60 ans après Stanley, film documentaire de Robert Alvarez, Belgique/Zaïre, 1953, 50 min (une séquence consacrée aux Mangbetu)
- Mangbetu de Gérard De Boe, Film Archives, 1954, 30 min [présentation en ligne] : film documentaire belge en noir et blanc.